# Litera

Litera „W”

Litera – znak graficzny charakterystyczny dla pism głoskowych, odpowiadający zwykle pojedynczemu fonemowi.
Zestaw wszystkich liter danego pisma stanowi jego alfabet. Najpopularniejsze obecnie alfabety oparte na literach to alfabet łaciński i cyrylica.

## Litera jako jednostka redakcyjna tekstu prawnego
Według zasad legislacyjnych tekst prawny dzieli się na mniejsze jednostki redakcyjne, z których jedną nazywa się literą. Oznacza się ją według wzoru: „a)”, gdzie „a” oznacza literę alfabetu łacińskiego (lub kilka liter, np. „za)”, „zb)” – w przypadku nowelizacji), umieszczając nawias zamykający na końcu. Na przepis wyodrębniony w literze powołuje się według wzoru: „lit. a”, bez nawiasu zamykającego. Litera jest częścią punktu i może się dzielić na tiret.